# Гизе, Роберт
Роберт Гизе (нем. Robert Gysae; 14 января 1911, Берлин-Шарлоттенберг — 26 апреля 1989) — немецкий офицер-подводник, капитан 3-го ранга (1 июля 1943 года), участник Второй мировой войны.

## Биография
1 апреля 1932 года поступил на службу в ВМФ кадетом. 1 января 1933 года произведен в фендрихи, 1 апреля 1935 года — в лейтенанты. Служил на миноносцах «Альбатрос», «Леопард» и Т-107.

## Вторая мировая война
В апреле 1940 года переведен в подводный флот. 12 октября 1940 года назначен командиром подлодки U-98, на которой совершил 6 походов (проведя в море в общей сложности 194 суток).
23 ноября 1941 года награждён Рыцарским крестом Железного креста.
23 марта 1942 года принял подлодку U-177. На этой лодке Гизе совершил два длительных плавания — всего 312 суток.
В первом походе в Индийский океан Гизе потопил 14 судов общим водоизмещением 87 388 брт.
31 мая 1943 года получил дубовые листья к Рыцарскому кресту.
16 октября 1943 года Гизе сдал командование, а в январе 1944 года назначен командиром 25-й (учебной) флотилии подводных лодок.
В апреле 1945 года под командованием Гизе был сформирован 1-й морской противотанковый полк.
Всего за время военных действий Гизе потопил 25 судов общим водоизмещением 146 815 брт. и повредил 1 судно водоизмещением 2588 брт.
В мае 1945 года Гизе был интернирован, но уже через несколько недель получил свободу, после чего был принят на службу на минный тральщик, входивший в находившиеся под контролем союзников ВМС Германии. При создании ВМФ ФРГ был включен в его состав, в течение 4 лет занимал пост военно-морского атташе в США. С 1967 году командир морской дивизии «Нордзее». В марте 1970 года вышел в отставку.